# Icaraí do Ranulfo
Icaraí do Ranulfo é um povoado situado na divisa dos municípios de Caatiba e Nova Canaã. Foi criado como distrito administrativo-judiciário pela lei estadual Nº 4.021 de 13 de maio de 1982, porém nunca instalado. Outrora pertencente a Caatiba, atualmente pertence ao município de Nova Canaã.
O início do povoamento desta pequena vila ocorreu entre as décadas de 1920 e a 1930.